# Noord-Zuidpremetrotunnel
De Brusselse Noord-Zuidpremetrotunnel is het ondergrondse traject van de tram tussen het Noordstation en het Zuidstation. Het is het zwaartepunt van het tramnetwerk. Deze premetro Noord-Zuidverbinding loopt onder de centrale lanen van Brussel ten westen van die van de treinen; de stations zijn het Noordstation, Rogier, De Brouckère, Beurs - Grote Markt, Anneessens-Fontainas, Lemonnier en het Zuidstation.
Er is eveneens een Noord-Zuidverbinding van de spoorwegen.

## Geschiedenis
De tramverbinding tussen het Noordstation en het Zuidstation is altijd al druk geweest. Door het ontbreken van een spoorverbinding moesten bijna alle doorreizende spoorreizigers de tram nemen om bij het ander station verder te reizen. De opening van de spoortunnel in 1952 verhielp dit. De eerste tramtunnel, zijnde de Grondwettunnels onder het Grondwetplein vlak bij het Zuidstation, is aangelegd in 1958. Dit is een ondergronds sporencomplex met vier toegangshellingen:

Huidig sporenplan van de grondwettunnel

- een vanaf het Brussel-Zuid onder het spoorviaduct (nu in gebruik door lijnen 81, 82)
- een in de Jamarlaan (nu in gebruik door lijn 81)
- een op de Zuidlaan (nu in gebruik door lijnen 51, 82)
- een in de Lemonnierlaan. Deze laatste helling is opgebroken en vervangen door een aansluiting op de premetrotunnel. Dit is op de huidige plaats van het Lemonnierstation. Dit station is een lagevloertramhalte en geen premetrostation. Vanuit de premetrotunnel is er "tijdelijke" helling gebouwd om de halte en de Grondwettunnels te bereiken. Daar ook vanuit de Grondwettunnels een stuk helling is overgebleven, is deze halte gelegen op een "katterug".

In het kader van het premetroproject (lijn 3, Schaarbeek-Ukkel) is in 1976 het huidige tunneltraject Noordstation-Lemonnier geopend. De meeste tramlijnen reden via de Grondwettunnels door tot de bovengrondse Zuidstation halte en verder. De vroegere tramlijn 62 naar Berchem nam echter de helling in de Jamarlaan en stopte niet in het Zuidstation. Parallel en boven de Noord-Zuidtunnel werd een aparte tramtunnel Rogier-Noordstation aangelegd in het kader van het project premetroringlijn 5. Deze tunnel werd eerst gebruikt door de ringlijn 90. Het kopeindpunt in Rogier werd verbouwd, om het aantal kopsporen uit te breiden, en wordt nu gebruikt door de tramlijnen 25 en 55.
Op 3 december 1993 werd de tunnelverbinding naar het Zuiden verlengd tot Albert. Deze tunnel begint vanaf de Grondwettunnels naast de Jamarhelling en gaat met een boog naar een gemeenschappelijk ondergronds station, onder het spoorstation, met de metrolijn 2. Deze metrolijn werd op 2 oktober 1988 geopend en in 1993 verlengd naar Clemenceau. Om een vlotte overstap tussen de metro en de tram te garanderen stoppen zowel de metro als de tram op hetzelfde middenperron, waarbij ze in elkaars tegengestelde richting rijden. Het station is gebouwd met twee verdiepingen voor de tram/metroperrons. Op het diepste niveau rijdt de tram in de noordrichting en de metro in de richting Kunst-Wet. De tram en metrosporen van de twee niveaus liggen boven elkaar.

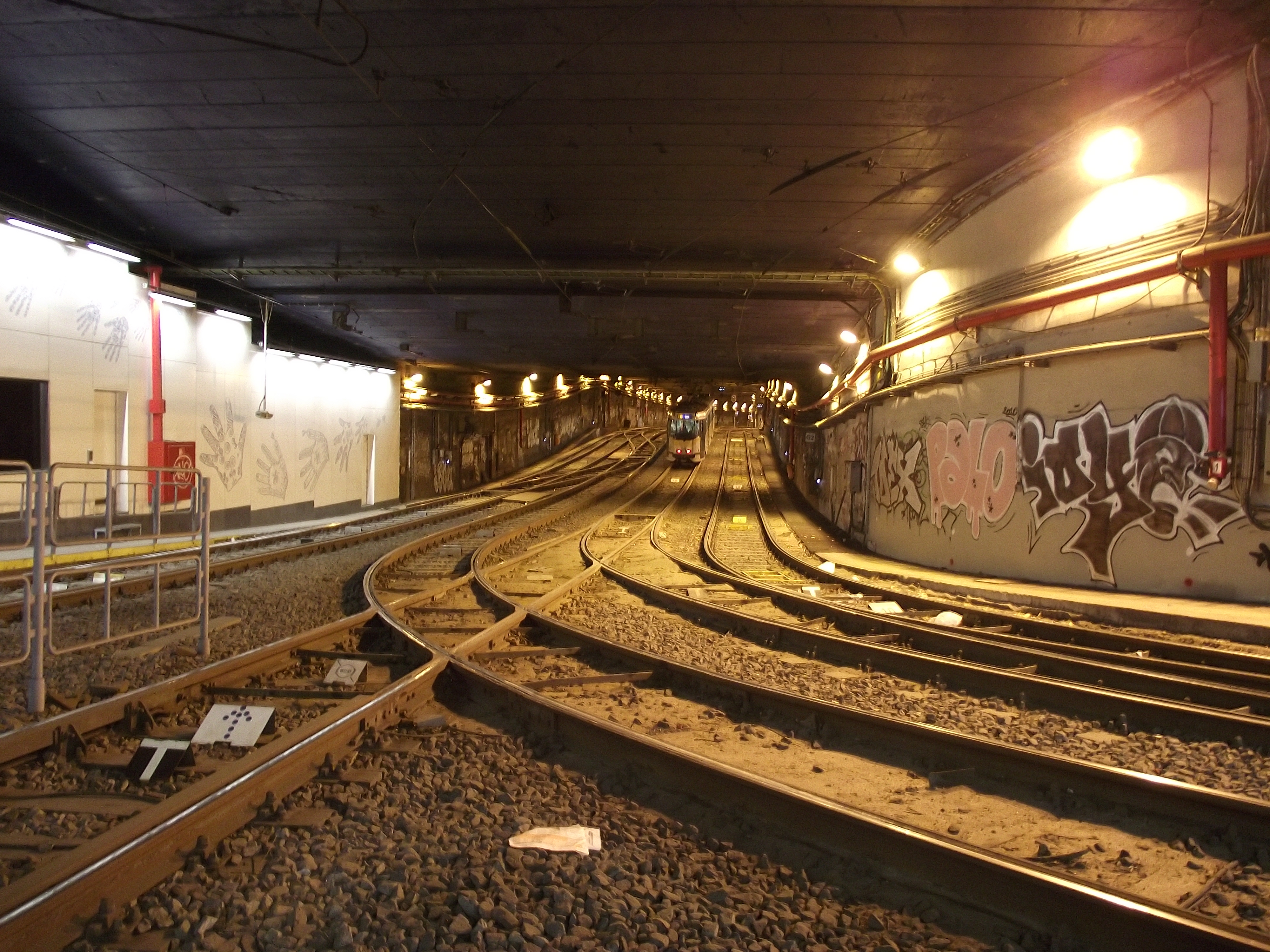
De Grondwettunnel. Rechts de aftakking naar de Zuidlaan. Verderop aan de rechterkant takken de sporen af naar het ondergrondse Zuidstation.
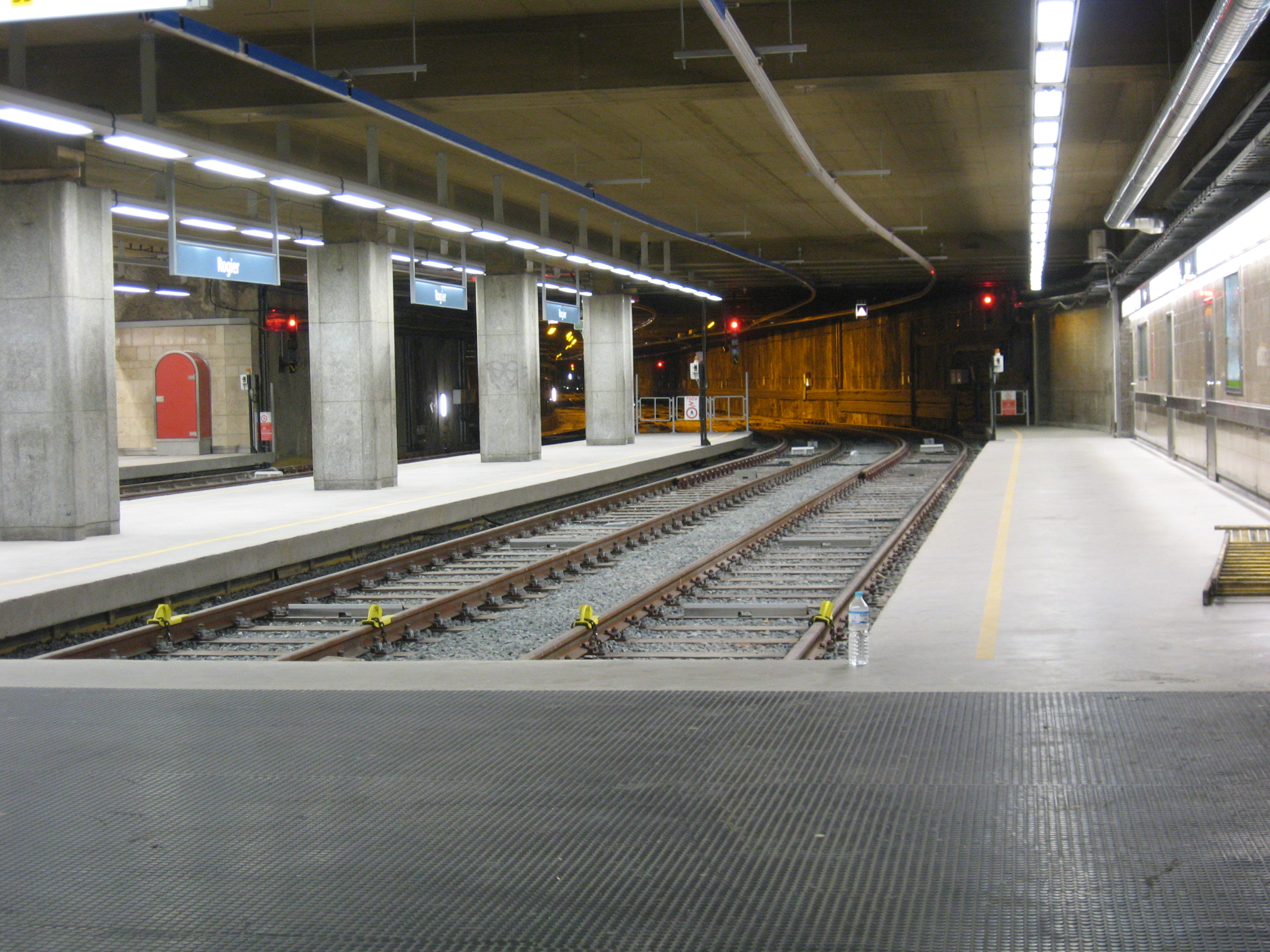
De kopsporen in Rogier na de verbouwing.
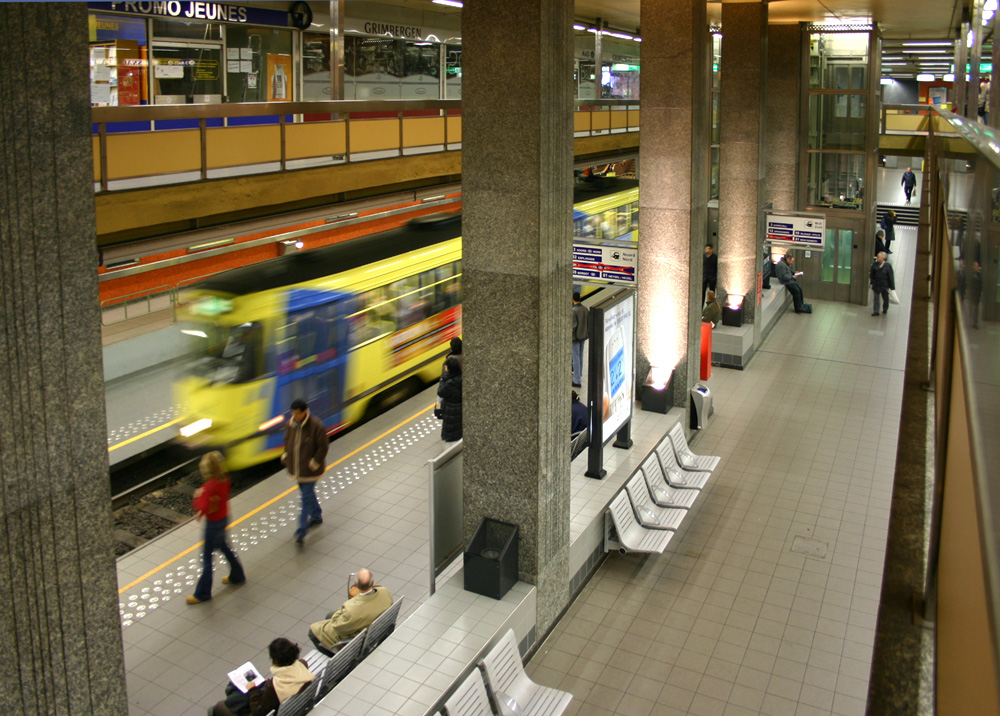
Station met middenperron en zijperrons. Op beide kan in- en uitgestapt worden.

## Huidige exploitatie
De stations van Rogier tot Anneessens-Fontainas zijn aangelegd volgens de premetroprincipe: geschikt voor enkelrichtingtrams met lage perrons, maar later ombouwbaar voor metro-exploitatie. Hiervoor werden voor de trams lagevloerzijperrons aangelegd en werden hoge middenperrons in ruwbouw gereserveerd voor de metro-exploitatie. Met de afschaffing van enkelrichtingtrams op dit traject, werden echter ook de "metro"-middenperrons in gebruik genomen, zodat reizigers aan beide kanten van de tram kunnen in- en uitstappen. Hiermee kan de haltetijd verkleind en daarmee de vervoerscapaciteit vergroot worden. In principe zijn de zijperrons gereserveerd voor de uitstappers en de middenperrons voor de instappers. De tramdeuren naar de zijperrons worden hiervoor eerst geopend en naar boven gaande roltrappen zijn er alleen bij de zijperrons.
Tussen Lemonnier en het Zuidstation kunnen de trams zowel bovengronds als ondergronds hun weg vervolgen; ondergronds zijn er na het Zuidstation nog vier haltes, namelijk Hallepoort, Sint-Gillis Voorplein, Horta en Albert. Deze ondergrondse uitloper van de Noord-Zuidverbinding wordt door drie tramlijnen gebruikt, de overige tramlijnen rijden voor/na het Zuidstation bovengronds.
Op de Grondwettunnelsporen en het Lemonnierstation is er geen premetro-exploitatie maar een "bovengrondse" tramexploitatie. In deze tunnels wordt op zicht gereden en is maar een beperkte seinbeveiliging. In de brede tunnel zijn de (enkelrichting) sporen en wissels zo ingericht dat de bestuurders ruim zicht hebben de andere voertuigen. Bij de vier tramperrons van Lemonnier zijn er voetgangersoversteekplaatsen en lage "straat"perrons. Feitelijk worden er twee "echte" premetrotunneltrajecten aan elkaar gekoppeld door de Grondwettunnel.
Om de overbevolkte ondergrondse tramlijnen te ontlasten en de regelmaat in de Noord-Zuidverbinding te verbeteren heeft de MIVB in juni 2008 het netwerk grondig herschikt. Daardoor rijden er overdag slechts twee tramlijnen de volledige verbinding, tramlijn 3 en tramlijn 4 (die grotendeels het traject van de voormalige tramlijn 52 overgenomen heeft). Deze lijnen rijden in het bovengrondse gedeelte vrijwel uitsluitend in eigen bedding, waardoor ze regelmatiger zijn dan lijnen die niet over een eigen bedding beschikken. De overige tramlijnen rijden van het noorden tot Rogier, van het zuiden tot het Zuidstation of verlaten de Noord-Zuidverbinding weer in Lemonnier (lijn 51). De zuidelijke premetrotunnel Zuidstation-Albert wordt bediend door de lijnen 3, 51 en 4. De lijn 82 bedient de Grondwettunnel Zuidstation-Lemonnier, zonder een gemeenschappelijk perronhalte te hebben met tramlijn 3 en 4. Op de lijnen 3 en 4 zet de MIVB moderne en ruime trams in (de series T3000 en T4000), om zo ook het plaatstekort aan te pakken. Het beperken van het aantal lijnen heeft tot gevolg dat er meer overgestapt moet worden. Omdat dit alleen acceptabel is bij hoge frequenties, die alleen overdag aangeboden kunnen worden, rijdt er in het avondnet een tramlijn meer door de Noord-Zuidverbinding. Naast lijn 3 en 4 is dit de lijn 32.
De trams (van lijn 4) keren niet in Brussel-Noord station zelf maar op een bovengronds keerspoor vlak na de helling naar boven.
De volgende tramlijnen rijden door de volledige Noord-Zuidverbinding:
|  |  | Noordstation - Stalle P        |
|  |  | Militair Hospitaal - Churchill |

De volgende tramlijn rijdt na 20 uur door het noordelijke gedeelte van de Noord-Zuidverbinding en stopt in de bovengrondse tramhalte Brussel-Zuid:
|  |  | Da Vinci - Drogenbos Kasteel |

De volgende tramlijn rijdt alleen door het zuidelijk gedeelte van de Noord-Zuidverbinding en de Grondwettunnel:
|  |  | Stadion - Van Haelen |

De volgende tramlijnen rijden alleen door de Grondwettunnel:
|  |  | Montgomery - Marius Renard                                              |
|  |  | Berchem station - Drogenbos kasteel (Na 20 uur beperkt tot Zuidstation) |

## Toekomstplannen
Vervoersminister Brigitte Grouwels lanceerde in februari 2011 een studie naar een nieuw stuk metrotunnel met een gloednieuw station genaamd Stalingrad. Daar zouden premetro en tram elkaar op verschillende niveaus kruisen. Om het nieuwe station mogelijk te maken moet ook een nieuw stuk metrotunnel worden aangelegd tussen station Anneessens-Fontainas en het Zuidstation, parallel met het bestaande traject van de lijnen 4 en 10. De nieuwe tunnel zou gedeeltelijk onder geklasseerde gebouwen waaronder het Zuidpaleis lopen. Voor de tramlijnen 51 en 82 moet een nieuwe tunnel onder de Fonsnylaan, van de halte Zweden tot de Zuidlaan, voor aansluiting op het nieuwe station Stalingrad zorgen. Grouwels voorzag in 2011 1,5 miljoen euro voor de studie naar het nieuwe station met bijhorende tunnels. De studie liep tot 2014. In februari 2013 werd bekendgemaakt dat het nieuwe metrostation de naam "Grondwet" zal krijgen. Hier is later op teruggekomen. De naam van het station zou Toots Thielemans worden.
Stations: Noordstation · Rogier · De Brouckère · Beurs - Grote Markt · Anneessens-Fontainas · Lemonnier · Zuidstation · Hallepoort · Sint-Gillisvoorplein · Horta · Albert

Projecten: Toots Thielemans 

Lijnen:         